# Maccabi Rishon Le Zion
Il Maccabi Rishon Le Zion è una squadra di pallamano maschile israeliana con sede a Rishon LeZion.

È stata fondata nel 1950.

## Palmarès

### Titoli nazionali
- Campione di Israele: 13
1959, 1985, 1986, 1987, 1989, 1992, 2005, 2006, 2007, 2009
2010, 2011, 2012.
- Coppa di Israele: 9
1982, 1986, 1987, 1988, 2003, 2004, 2006, 2007, 2011.